# Veiligheidsregio Zaanstreek-Waterland

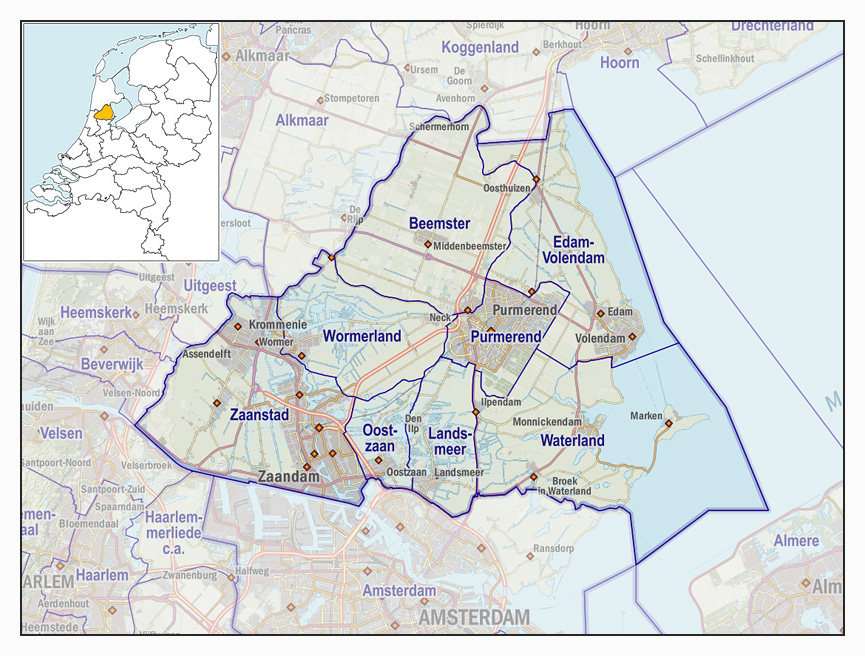
Veiligheidsregio Zaanstreek-Waterland, impressie van het landschap en indeling van gemeenten (2017)

De veiligheidsregio Zaanstreek-Waterland is een Nederlandse veiligheidsregio, zijnde een van de vijf veiligheidsregio's die geheel binnen de provincie Noord-Holland vallen.

## Regioprofiel
- Inwoners: 325.320 (2013, CBS)
- Landoppervlakte: 347,9 km²
- Veel land in de regio ligt op of net onder de zeespiegel.
- Polder De Beemster staat op de Werelderfgoedlijst.
- Het land rondom Zaanstad en Purmerend raakt snel verstedelijkt door de oprukkende Randstad.
- De regio kent daarnaast een aantal toeristische attracties: Zaanse Schans, Edam-Volendam en het eiland Marken.

## Risico's

### Terrein
- BRZO (Besluit Risico's Zware Ongevallen 2015) risicolocaties bij Zaanstad aan het Noordzeekanaal. Veel BRZO locaties in het Westelijk Havengebied van Amsterdam en op het terrein van Tata Steel in Kennemerland.
- Door het laaggelegen land is watermanagement een belangrijk risicothema in deze regio.
- De regio ligt in de overheersende windrichting van het haven-industriegebied van Amsterdam-Amstelland, waardoor dat industriegebied ook voor deze regio een risico-object vormt. Dit geldt ook voor het industriegebied van Corus in de regio Kennemerland.
- Vluchten van en naar Schiphol voeren soms deels over het luchtruim boven deze regio.

### Infrastructuur
- Vervoer van gevaarlijke stoffen over de snelweg A7 van en naar Amsterdam / Groningen.
- Vervoer van gevaarlijke stoffen over het spoor.
- Vervoer van gevaarlijke stoffen over het Noordzeekanaal.

### Sociaal-fysiek
- Toerisme: Edam-Volendam en Marken, en zeilen op het Markermeer. Bij grote toeristische drukte kan dit een risicofactor vormen.

## Instanties
- Brandweer
- GHOR
- Gemeenten: 7
  - Tot en met 2021 geen gemeentelijke herindelingen. Recentste gemeentelijke herindeling: Purmerend met Beemster (2022).
  - Voorzitter van de Veiligheidsregio: de burgemeester van Zaanstad.
- Provincie
- Politie: De veiligheidsregio is congruent met de grenzen van de voormalige politieregio.
- Justitie
- Waterschappen: 1
- Rijkswaterstaat
- Ziekenhuizen
- Defensie
- Energiesector